# Al-Baruni
Al-Baruni   (Djadu, 1872 - Bombai, 1940) Sulayman al-Baruni, fou un escriptor i líder amazic ibadita de Tripolitana.

## Biografia
l-Baruni va néixer al Jabal Nafusa al que llavors era la vilayet de Tripolitània, part de l'Imperi Otomà, cap al 1870. Va néixer a una influent família berber que pertanyia a la secta Ibadi de l'Islam. El seu pare, Abd Allah al-Baruni, va ser un jurista, poeta i teòleg. El 1887, va començar els seus estudis a la Universitat d'Ez-Zitouna a Tunísia, on entre els seus professors hi havia els reformistes,  Muhammad al-Nakhli i Uthman al-Makki. Al-Nakhli, crític del colonialisme i el sufisme, va tenir una gran influència en el jove Sulayman. El 1893, després de sis anys d'estudis, va ingressar a la Universitat d'al-Azhar, on va estudiar durant tres anys. Va estar exposat a més moviments anticolonials durant la seva estada a Egipte. També es va familiaritzar amb les idees de Mustafa Kamil i el tenia en alta estima. Després d'acabar els seus estudis a al-Azhar, va anar a la vall de Mzab per estudiar amb el destacat mozabita erudit ibadi Muhammad ibn Yusuf Atfayyash, que li va ensenyar àrab. estudis, teologia i literatura tradicional ibadí.

## Carrera
A El Caire va fundar un diari i més tard una impremta. Durant el regnat d'Abdul Hamid II, va ser arrestat diverses vegades per les autoritats otomanes amb l'acusació que planejava restablir un imamat o emirat ibadí al Jabal Nefusa. A les eleccions generals de 1908, després de la Revolució dels Joves Turcs, al-Baruni va ser elegit a la Camera dels Diputats com a membre d'Al Jabal al Gharbi.
Després de l'esclat de la Guerra Italo-Turca el 1911, al-Baruni va començar immediatament a reclutar berbers per resistir la invasió. Va tenir un paper destacat al Congrés d'Aziziyya, una reunió d'importants líders tripolitans, a finals d'octubre de 1912, després del capitulació otomana. Finalment, va buscar una entesa amb els italians amb l'esperança de crear un principat autònom d'Ibadi centrat en el Jabal Nefusa i Marsa Zuaga. Com a mínim esperava que els berbers rebrien privilegis especials a la nova Líbia italiana. El que quedava de la resistència berber a Tripolitània va ser aixafat a la batalla d'al-Asabʿa el 23 de març de 1913. Al-Baruni i diversos altres líders que havien estat relacionats amb els otomans, es van exiliar voluntàriament a la Tunísia francesa. Itàlia va enviar el comte Carlo Sforza a Tunísia per persuadir els exiliats de tornar. Al-Baruni va ser el primer que es va convèncer, i va suggerir a l'altre que havien de tornar a Tripolitània a canvi d'un acord d'Itàlia que podien mantenir la posició en la societat tripolitana i que la seva resistència passada no els tindria contra ells. Fins i tot sembla que a Al-Baruni se li va prometre l'autonomia berber. Els italians també li van demanar que escrivís una monografia sobre el Jabal Gharbi.
Al-Baruni no va tornar fins a l'octubre de 1916, quan va ser nomenat governador (àrab wāli, turc vali) de Tripolitània, Tunísia i Algèria Soldà otomà enmig de la Primera Guerra Mundial. Cap d'aquests territoris estava sota control. control otomà real en aquell moment, però els otomans estaven treballant activament per organitzar la guerra contra Itàlia a Tripolitània. El novembre de 1918, al-Baruni va ser un dels quatre notables locals elegits per representar la República de Tripolitana que es va proclamar arran de l'rendició otomana. Amb la promulgació de la Legge Fondamentale (Llei Fonamental) el juny de 1919, al-Baruni va fer la seva pau amb Itàlia.
El setembre de 1921, com a resultat de la política italiana de dividir i conquerir, hi va haver una guerra civil a Líbia entre els berbers, que cada cop miraven més a Itàlia per protegir-se, i els àrabs. Entre els berbers, al-Baruni va ser àmpliament culpat d'aquest estat de coses. Va marxar al seu darrer exili el novembre de 1921. Va viatjar a França, Egipte, Turquia i La Meca abans d'establir-se a Oman. Allà va ser nomenat ministre de finances.

## Després de la guerra
El novembre de 1918, després de l'armistici de Mudros (31 d'octubre de 1918) sota el principi proclamat pel president americà Wilson de lliure determinació dels pobles, els nacionalistes van proclamar la República Tripolitana (al-Djumhuriyya al-Tarabulusiyya). Itàlia finalment la va reconèixer com entitat autònoma i li va concedir l'Statuto Tripolitano l'1 de juny de 1919. Els nacionalistes es van dividir en dues tendències, una afavorida pels caps àrabs, era partidària d'arribar a un acord amb Itàlia i accedir a la independència; l'altra, afavorida pels caps amazics, favorable a col·laborar amb Itàlia i aplicar l'statuto. Al-Baruni va donar suport a la segona tendència però el seu objectiu final era la formació d'un emirat amazic al Jabal Nafusa occidental amb sortida a la mar. La reunió de Garian (novembre de 1920) va donar majoria a la primera tendència que va reclamar la formació d'un emirat àrab a Tripolitana. El 1921 va sorgir la idea d'una unió amb Cirenaica, i la primavera del 1922 es va proposar oferir la direcció de l'emirat al cap dels sanúsides Idris al-Sanusi; els amazics que buscaven el suport italià, i als qui els àrabs acusaven d'heretges per la seva condició d'ibadites, foren expulsats per les armes del Jabal Nafusa occidental i es van haver de refugiar a la costa (juliol de 1921).
Al-Baruni va sortir de Tripolitana el 22 de desembre de 1921 i va estar a Europa i Hedjaz, i més tard a Mascat com hoste del sultà Said ibn Taymur (també ibadita) i després a l'interior, a l'imamat d'Oman, al costat de l'imam Muhammad ibn Abd Allah al-Khalili de Nazwa, on fou nomenat ministre i fou encarregat de reorganitzar l'estat. Més tard va retornar a Mascat on el 1938 fou nomenat conseller del sultà. El 1940 va anar a Bombai on va morir.

## Mort i enterrament
Va morir l'1 de maig de 1940 mentre visitava Mumbai en companyia del sultà d'Oman, Said bin Taimur. Després de la seva mort, la seva filla, Za'ima bint Sulayman, va reunir alguns dels seus articles i els va publicar a Trípoli el 1964 sota el títol Safahat khalida min al-jihad li'l-mujahid al-Libi Sulayman al-Baruni.
A la dècada de 1970, el nou règim nacionalista va exigir que els cossos dels líders anticolonials que van morir a l'exili fossin portats a la seva terra natal. Per aquest motiu, l'any 1970 el cos de Sulayman al-Baruni va ser retornat a Líbia on va rebre una cerimònia nacional amb gran cobertura als diaris i la televisió. Les restes d'al-Baruni reposen al cementiri de Sidy Moniader a Trípoli.

## En la cultura popular
- La sèrie de televisió libia, El Zaiman, protagonitzada per l'actor marroquí Rabie Kati com Sulayman al-Baruni i l'actor libi Saleh El Qarad com Bashir Saadawi, es va emetre a Salam TV el Ramadan 2020 .[10]